# Mark Engberink
Mark Engberink (Enschede, 12 augustus 1992) is een voormalig Nederlands profvoetballer die als linksback speelde. 

## Clubcarrière
Engberink begon met voetballen bij LSV Lonneker. Daarna trok hij naar FC Twente. Op 29 januari 2011 tekende Engberink een opleidingscontract bij Twente. Op 9 september 2013 vierde hij zijn debuut in de Eerste divisie voor Jong Twente tegen FC Eindhoven. Hij viel tijdens de rust in voor Thijs Bouma.
FC Twente maakte in maart 2014 bekend het in juli aflopende contract van Engberink niet te verlengen. Hierop tekende hij voor één seizoen bij Heracles Almelo. In 2015 tekende hij bij RKC Waalwijk.

## Statistieken
| Seizoen         | Club            |                    | Competitie      | Competitie | Competitie | Beker | Beker | Internationaal | Internationaal | Totaal | Totaal |
| Seizoen         | Club            | Wed.               | Competitie      | Dlp.       | Wed.       | Dlp.  | Wed.  | Dlp.           | Wed.           | Dlp.   |        |
| --------------- | --------------- | ------------------ | --------------- | ---------- | ---------- | ----- | ----- | -------------- | -------------- | ------ | ------ |
| 2013/14         | Jong FC Twente  | Vlag van Nederland | Eerste divisie  | 8          | 0          | 0     | 0     | -              | -              | 8      | 0      |
| 2014/15         | Heracles Almelo | Vlag van Nederland | Eredivisie      | 3          | 0          | 1     | 0     | -              | -              | 4      | 0      |
| 2015/16         | RKC Waalwijk    | Vlag van Nederland | Eerste divisie  | 0          | 0          | 0     | 0     | -              | -              | 0      | 0      |
| Carrière totaal | Carrière totaal | Carrière totaal    | Carrière totaal | 11         | 0          | 1     | 0     | 0              | 0              | 12     | 0      |

Bijgewerkt op 10 augustus 2015